# Sycorax bahiensis
Sycorax bahiensis är en tvåvingeart som beskrevs av Freddy Bravo 2003. Sycorax bahiensis ingår i släktet Sycorax och familjen fjärilsmyggor. Inga underarter finns listade i Catalogue of Life.